# Ophiomisidium irene
Ophiomisidium irene is een slangster uit de familie Ophiuridae.
De wetenschappelijke naam van de soort werd in 1952 gepubliceerd door Howard Barraclough Fell.